# .gd
Pour les articles homonymes, voir GD.
.gd est le domaine de premier niveau national (country code top level domain : ccTLD) réservé à la Grenade.